# Admiralität von Hamburg
Die Admiralität von Hamburg aus dem Jahr 1690 war eine Fregatte, die unter hamburgischer Flagge segelte und die offizielle Bezeichnung Konvoischiff hatte. Sie wurde von der Hamburgischen Admiralität und der Hamburgischen Kaufmannschaft in Auftrag gegeben und hatte die Aufgabe, Schiffskonvois zu Hamburgs Übersee-Handelspartnern zu begleiten und vor feindlichen Angriffen oder Überfällen von Korsaren zu beschützen.

## Allgemeiner geschichtlicher Hintergrund

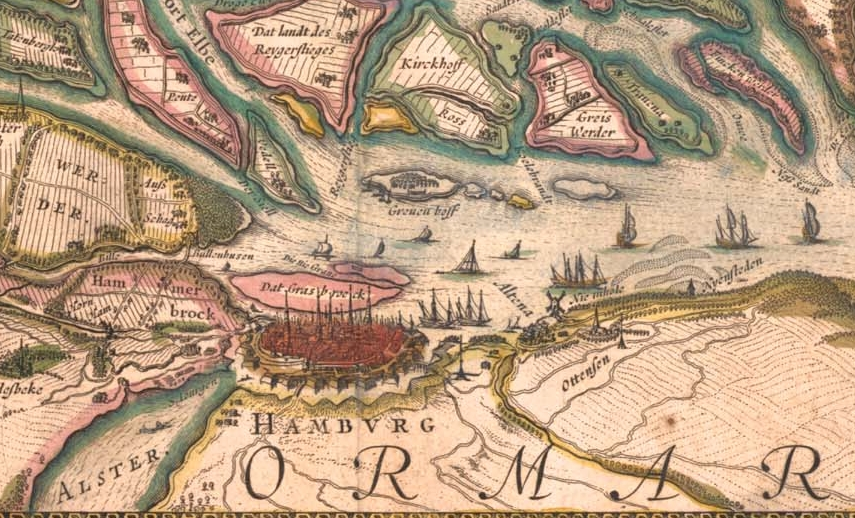
Hamburg um 1645

Hamburg gewann nach dem Machtverfall der Hanse im 16. Jahrhundert zunehmend an wirtschaftlicher Bedeutung und wurde zu einem der wichtigsten städtischen Handelszentren, dessen Handelsbeziehungen sich von Grönland bis ins Mittel- und Weiße Meer erstreckten. Vor allem im Mittelmeerraum sahen sich die Händlerkonvois oft Überfällen durch muslimische Korsaren ausgesetzt, welche die Schiffe als Prisen nahmen, die Ladungen raubten und die Schiffsbesatzungen oftmals versklavten oder bis zur Zahlung eines Lösegeldes unter schlimmsten Bedingungen festgesetzten. Dies führte zur Einrichtung einer Lösegeldversicherung und zu Spendensammlungen, um die Besatzungen freikaufen zu können.
Weitere wirtschaftliche Schwierigkeiten entstanden für Hamburg durch die verschiedenen europäischen Kriege, die sich auch auf die Seefahrt auswirkten. Der Bedrohung durch Kaperschiffe kriegsführender Mächte setzten mehrere Länder Fregatten bzw. Kriegsschiffe als Geleitschutz der Handelsschiffe entgegen, wozu sich auch Hamburg entschloss. 1623 wurde eigens die Hamburgische Admiralität gegründet, die sich für den Bau, Ausrüstung und Unterhalt dieser Schiffe verantwortlich zeichnete. Erst nach rund 40 Jahren waren finanzielle und organisatorische Fragen soweit geklärt, dass die ersten Konvoischiffe – die Bezeichnung „Kriegsschiff“ wurde ausdrücklich vermieden – gebaut werden konnten.

## Besondere Situation in Hamburg und Entstehungsgeschichte

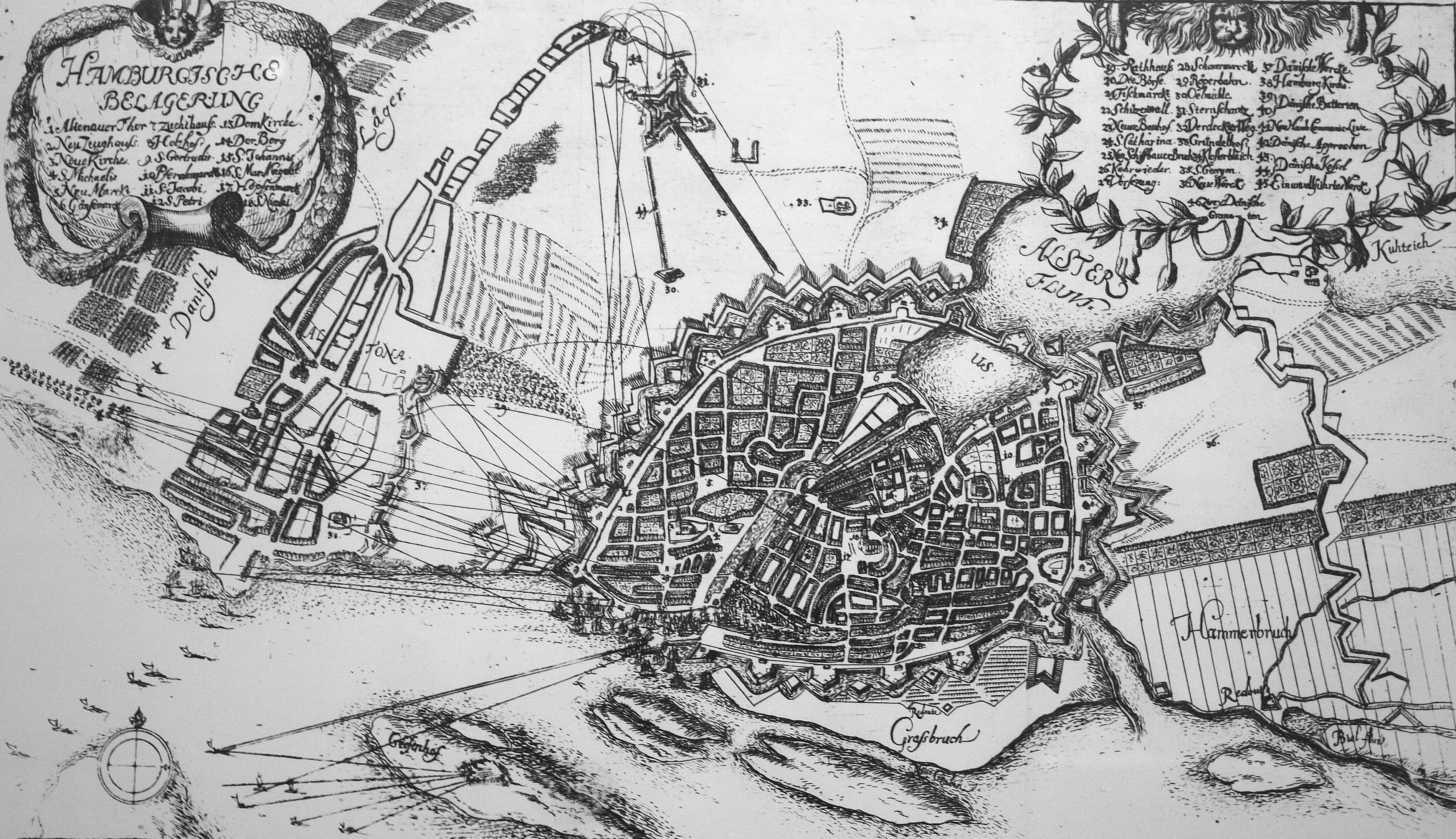
Die Belagerung Hamburgs im Jahr 1686 durch dänische Truppen von König Christian V. – Kupferstich aus dem 17. Jahrhundert. Heftig umkämpft war die Sternschanze nordwestlich der Stadt

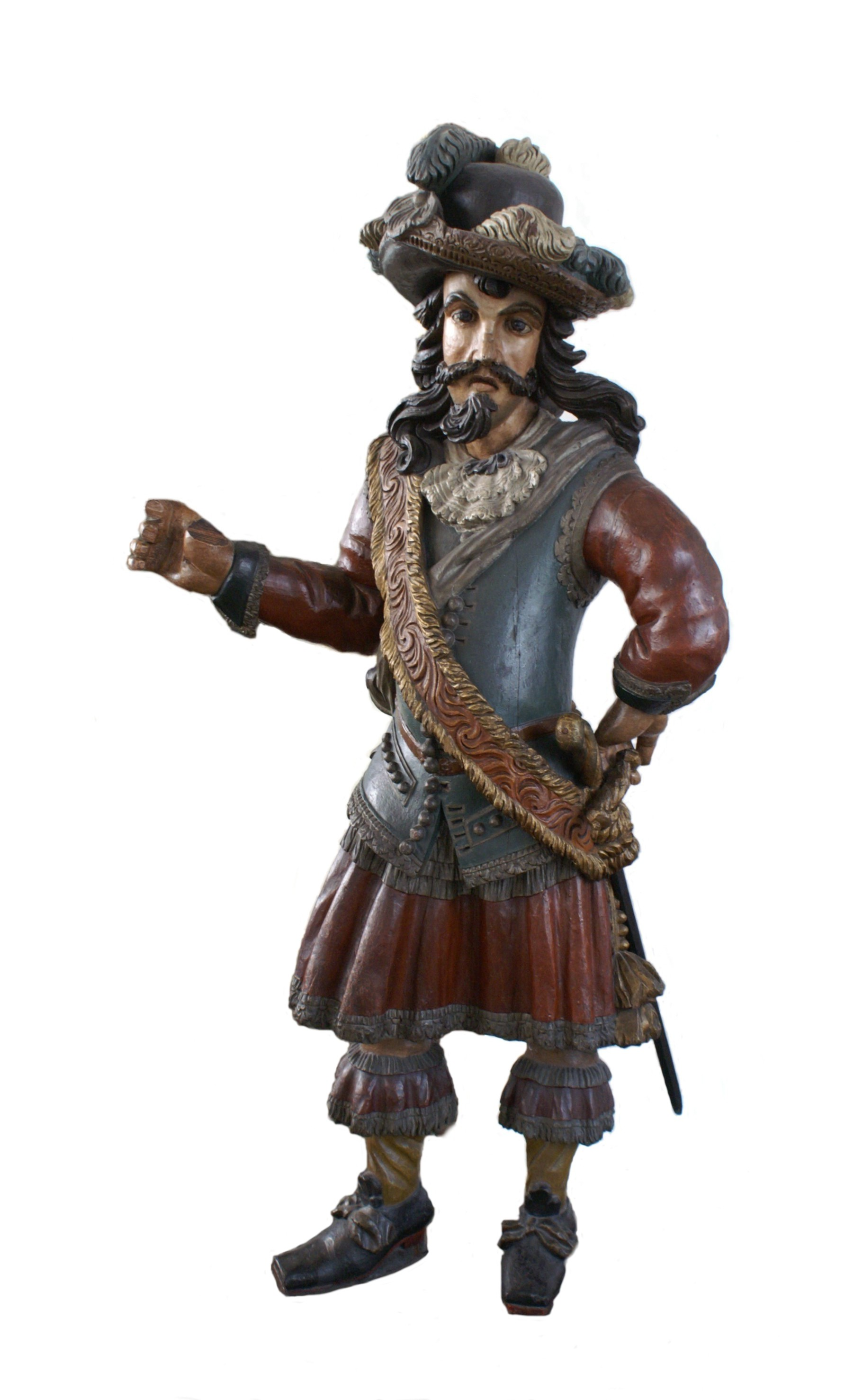
Die vermutlich von Christian Precht in den Jahren 1691/92 geschaffene Heckfigur des Hamburger Konvoischiffes Admiralität von Hamburg. Heute wird sie im Museum für Hamburgische Geschichte aufbewahrt. Ursprünglich hatte die Figur noch ein Teleskop in der rechten Hand. Sie zeigt einen allegorisch dargestellten Admiral

1618 bestätigte das Reichskammergericht den Status Hamburgs als Freie Reichsstadt des Deutschen Reiches. Die dänische Krone erkannte dieses Urteil jedoch nicht an und betrachtete Hamburg weiterhin als Teil ihres Herzogtums Holstein. 1686 kam es nach inneren Unruhen zu einem äußeren Konflikt mit dem Fürstentum Lüneburg, in dem Hamburgs Interims-Machthaber den dänischen König Christian V. um Beistand baten. Dieser sah darin eine Chance, Hamburg faktisch unter dänische Herrschaft zu stellen, und verlangte neben einer sofortigen Erbhuldigung und 400.000 Reichstalern Kontribution noch die Übergabe der Stadtschlüssel und die Duldung einer 2000 Mann starken dänischen Besatzung. Um seinen Forderungen Nachdruck zu verleihen, erschien Christian V. am 26. August 1686 mit einem 16.500 Mann starken Heer vor Hamburg und verwickelte die Stadt in heftige Kämpfe. Dadurch schlug die Stimmung in der Stadt über Nacht zugunsten eines Bündnisses mit dem Fürstentum Lüneburg-Celle um, die zur Unterstützung entsprechende Hilfstruppen entsandten. Hamburg konnte sich mit Hilfe dieser Truppen erfolgreich verteidigen, so dass König Christian V. nach einem Vergleich wieder abzog.
Um das Jahr 1690 entschlossen sich deshalb Hamburgs Machthaber in diesen unruhigen Zeiten dazu, insbesondere der für Hamburg wichtigen Handelsschifffahrt mehr Sicherheit zu gewähren, indem ein zusätzliches neues Konvoischiff in Auftrag gegeben wurde. Ein weiterer Grund für den Bau war zudem das Bedürfnis, dem sog. „English Court“ (der Niederlassung von englischen Kaufleuten in Hamburg) einen wirtschaftlichen Gegenpol zu liefern, da dieser sehr erfolgreich relativ einseitige Handelsbeziehungen zur Stadt Hamburg führte – im Gegenzug jedoch hamburgische Konvois nach England aufgrund fehlenden Geleitschutzes kaum mehr zu Stande kamen.

## Aufbau
Die Admiralität von Hamburg aus dem Jahr 1690 war das einzige Hamburger Konvoischiff mit diesem Namen. Die Schiffbauer orientierten sich an niederländischen Schiffbaumustern, die durch recht geringen Tiefgang gekennzeichnet waren. Erstmals plante man die Bewaffnung gegenüber vorherigen Konvoischiffen zu reduzieren, so dass das Schiff mit 44 Kanonen ausgestattet werden sollte. Für die Schnitzarbeiten konnte erneut Christian Precht verpflichtet werden, der zuvor schon die Konvoischiffe Wapen von Hamburg und Leopoldus Primus verziert hatte.
Tatsächlich wurden dann bei der 1690 erbauten Admiralität von Hamburg die Geschütze – wie geplant – erstmals auf 44 Stück reduziert.

## Zusammensetzung der Schiffsbesatzung derAdmiralität von Hamburg
| Anzahl  | Funktion (Rang/Dienstgrad)       | Besoldung (Monat) / Anmerkung                                                          |
| ------- | -------------------------------- | -------------------------------------------------------------------------------------- |
| 1       | Kapitän                          | 150 Taler                                                                              |
| 1       | Lieutenant                       | 150 Taler                                                                              |
| 1       | Steuermann                       | 150 Taler                                                                              |
| 1       | Schiffer                         | 150 Taler                                                                              |
| 1       | Kommandeur der Soldaten          | 30 Taler                                                                               |
| 60      | Soldaten                         | 12 Taler                                                                               |
| ca. 140 | Schiffsjungen                    | 7 ½ Taler                                                                              |
| 2       | Küper                            | zwischen 7 ½ und 24 Taler                                                              |
| 1       | Kochsmaat                        | zwischen 7 ½ und 24 Taler                                                              |
| 4       | Quartiermeister                  | zwischen 7 ½ und 24 Taler                                                              |
| 2       | Segelmacher                      | zwischen 7 ½ und 24 Taler                                                              |
| 1       | Unterbarbier                     | zwischen 7 ½ und 24 Taler                                                              |
| 1       | Hauptbootsmannsmaat              | zwischen 7 ½ und 24 Taler                                                              |
| 8       | Büssenschütte(r)                 | zwischen 7 ½ und 24 Taler                                                              |
| 1       | Schimmannsmaat (auch: Schiemann) | zwischen 7 ½ und 24 Taler                                                              |
| 1       | Obertrompeter                    | nicht genau beziffert, reichte aber für gesicherte Existenz                            |
| 4       | Untertrompeter                   | nicht genau beziffert, reichte aber für gesicherte Existenz                            |
| 2       | Constabel                        | nicht genau beziffert, reichte aber für gesicherte Existenz                            |
| 1       | Feuerwerker                      | nicht genau beziffert, reichte aber für gesicherte Existenz                            |
| 1       | Mittelzimmermann                 | nicht genau beziffert, reichte aber für gesicherte Existenz                            |
| 1       | Oberzimmermann                   | nicht genau beziffert, reichte aber für gesicherte Existenz                            |
| 1       | Schreiber                        | nicht genau beziffert, reichte aber für gesicherte Existenz                            |
| 1       | Schimmann (auch: Schiemann)      | nicht genau beziffert, reichte aber für gesicherte Existenz                            |
| 1       | Barbier                          | nicht genau beziffert, reichte aber für gesicherte Existenz                            |
| 1       | Koch                             | nicht genau beziffert, reichte aber für gesicherte Existenz                            |
| 1       | Hauptbootsmann                   | nicht genau beziffert, reichte aber für gesicherte Existenz                            |
| 1       | Untersteuermann                  | nicht genau beziffert, reichte aber für gesicherte Existenz                            |
| 1       | Schneider                        | nicht genau beziffert, im Verhältnis zu allen anderen Besatzungsmitgliedern sehr wenig |
| 1       | Bildhauer                        | nicht genau beziffert, im Verhältnis zu allen anderen Besatzungsmitgliedern sehr wenig |
| 1       | Glaser                           | nicht genau beziffert, im Verhältnis zu allen anderen Besatzungsmitgliedern sehr wenig |
| 1       | Maler                            | nicht genau beziffert, im Verhältnis zu allen anderen Besatzungsmitgliedern sehr wenig |
| 1       | Bordgeistliche                   | von allen Besatzungsmitgliedern am wenigsten                                           |

## Dienstzeit
Im November 1691 setzte die Admiralität von Hamburg erstmals ihre Segel unter Kapitän Marinsen in Richtung Westen. Später wurde das Schiff auch von den Kapitänen Georg Schröder und schließlich Martin Schröder befehligt.
Die Admiralität von Hamburg machte zwischen 1691 und 1728 insgesamt 32 Konvoifahrten und ist damit nach der Leopoldus Primus das Schiff mit den meisten Konvoieinsätzen. Die meisten davon führten nach England (21) und in Richtung Iberische Halbinsel (9).
Das Schiff wurde 1738 abgetakelt und 1748 schließlich verkauft.